# Ideopsis similis
Ideopsis similis är en fjärilsart som beskrevs av Carl von Linné 1758. Ideopsis similis ingår i släktet Ideopsis och familjen praktfjärilar. Inga underarter finns listade i Catalogue of Life.

## Bildgalleri

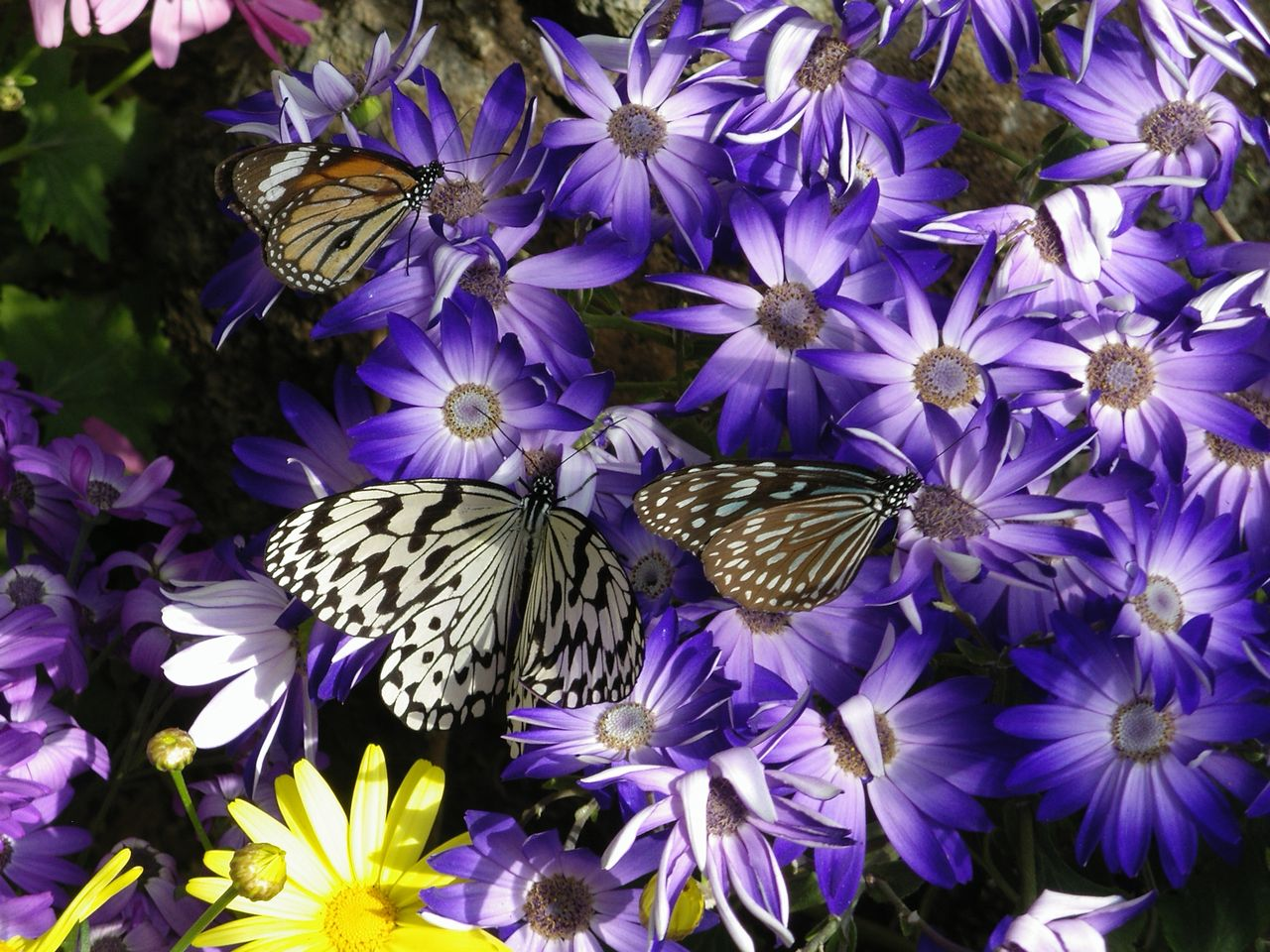
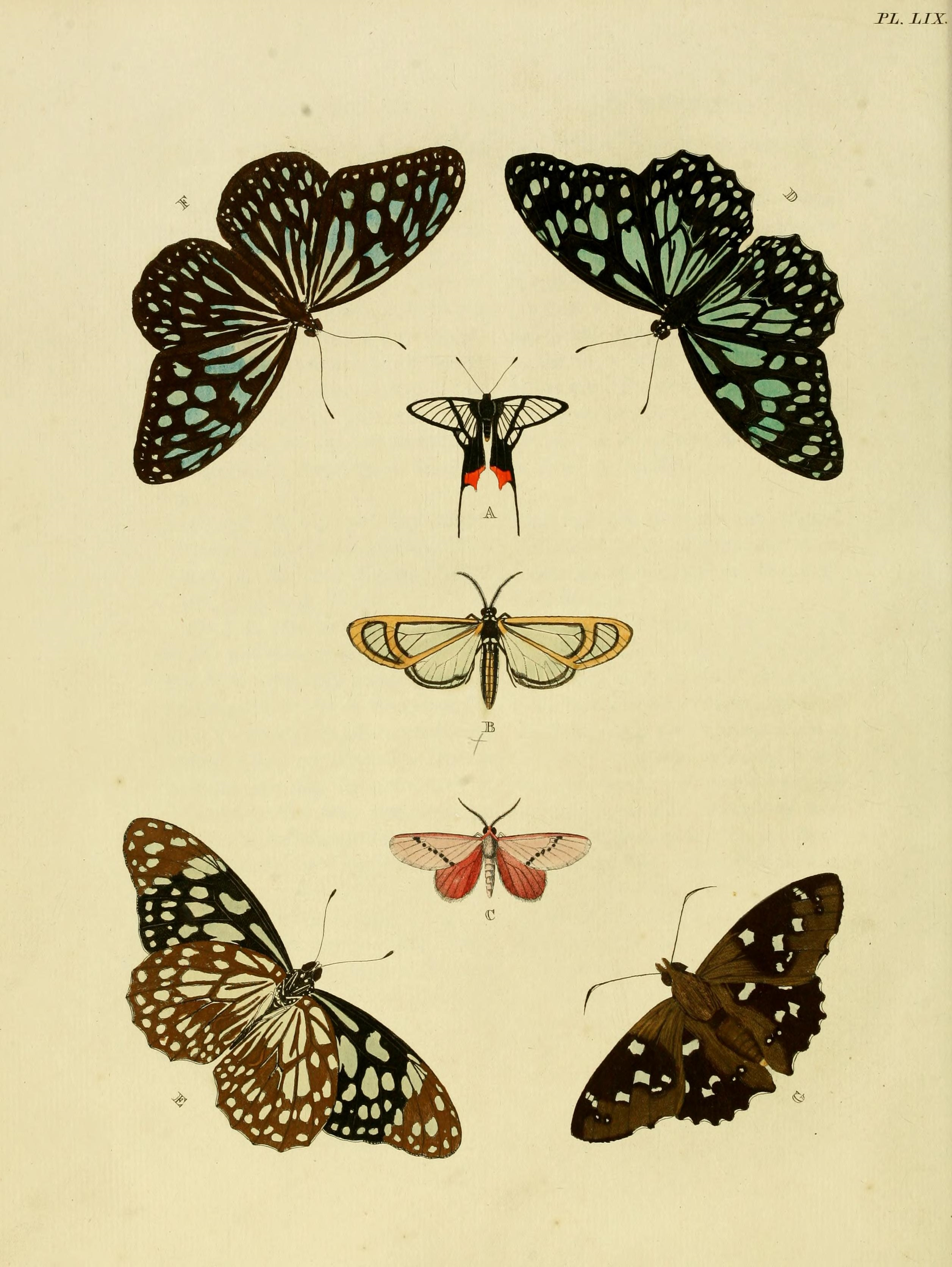
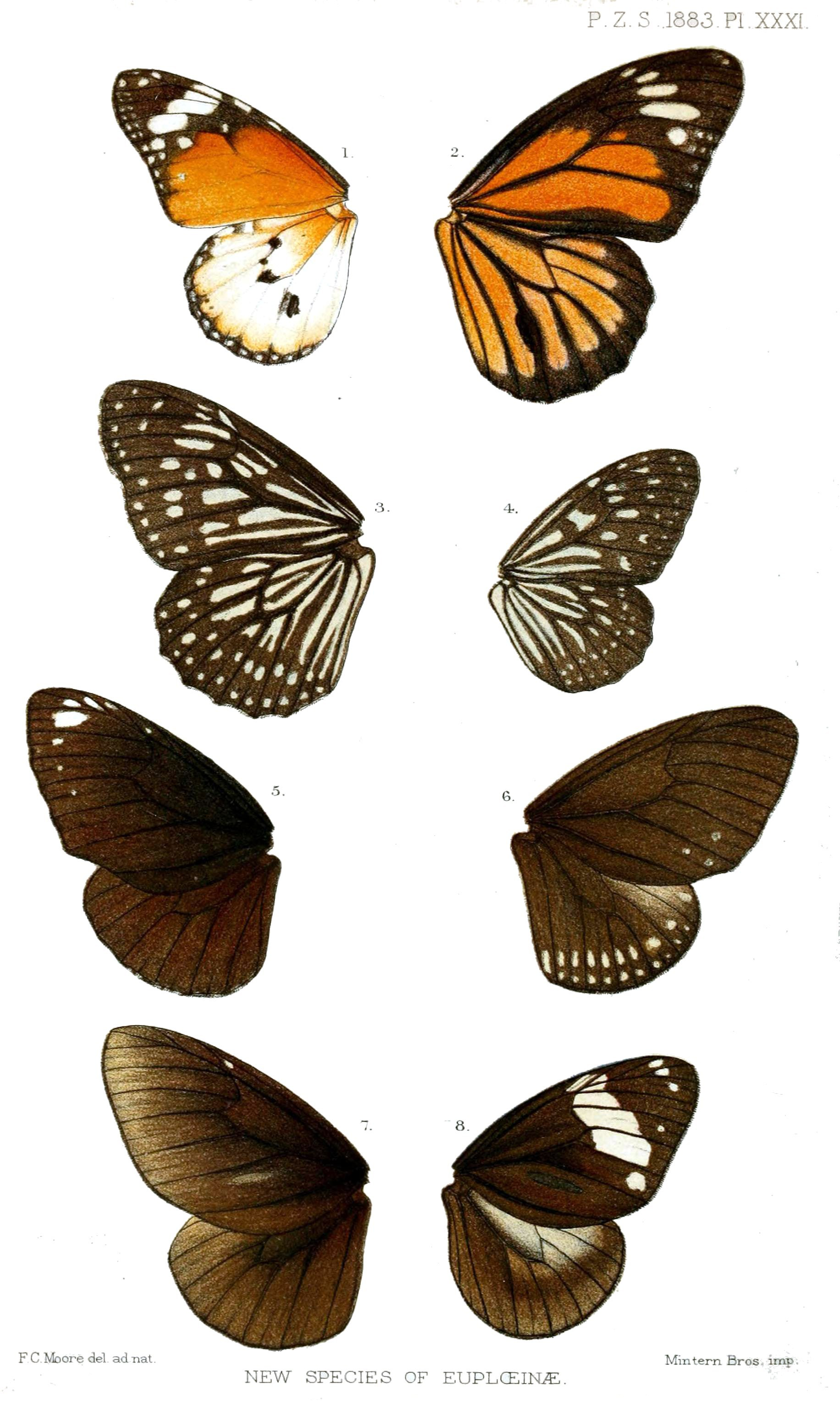
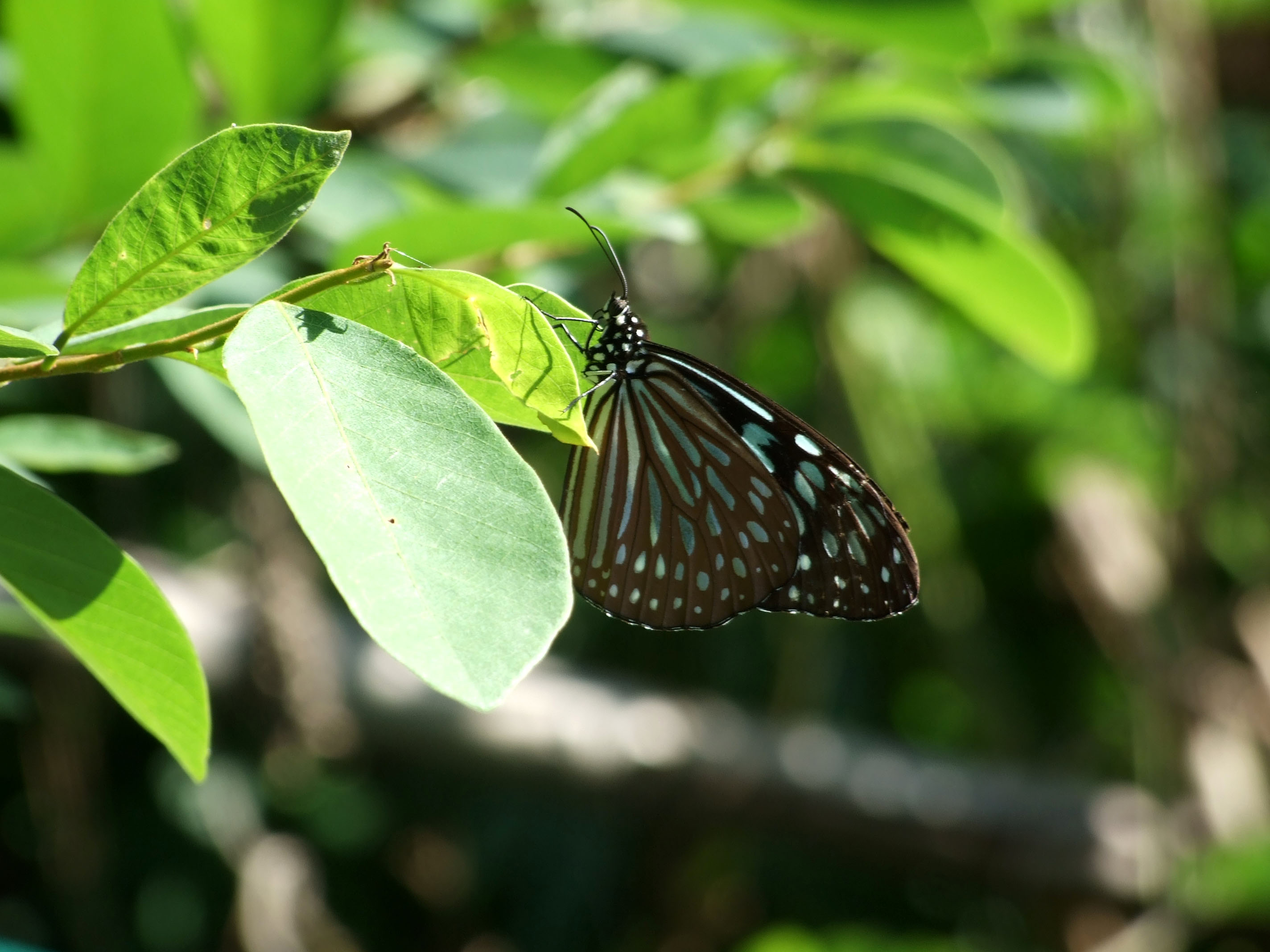
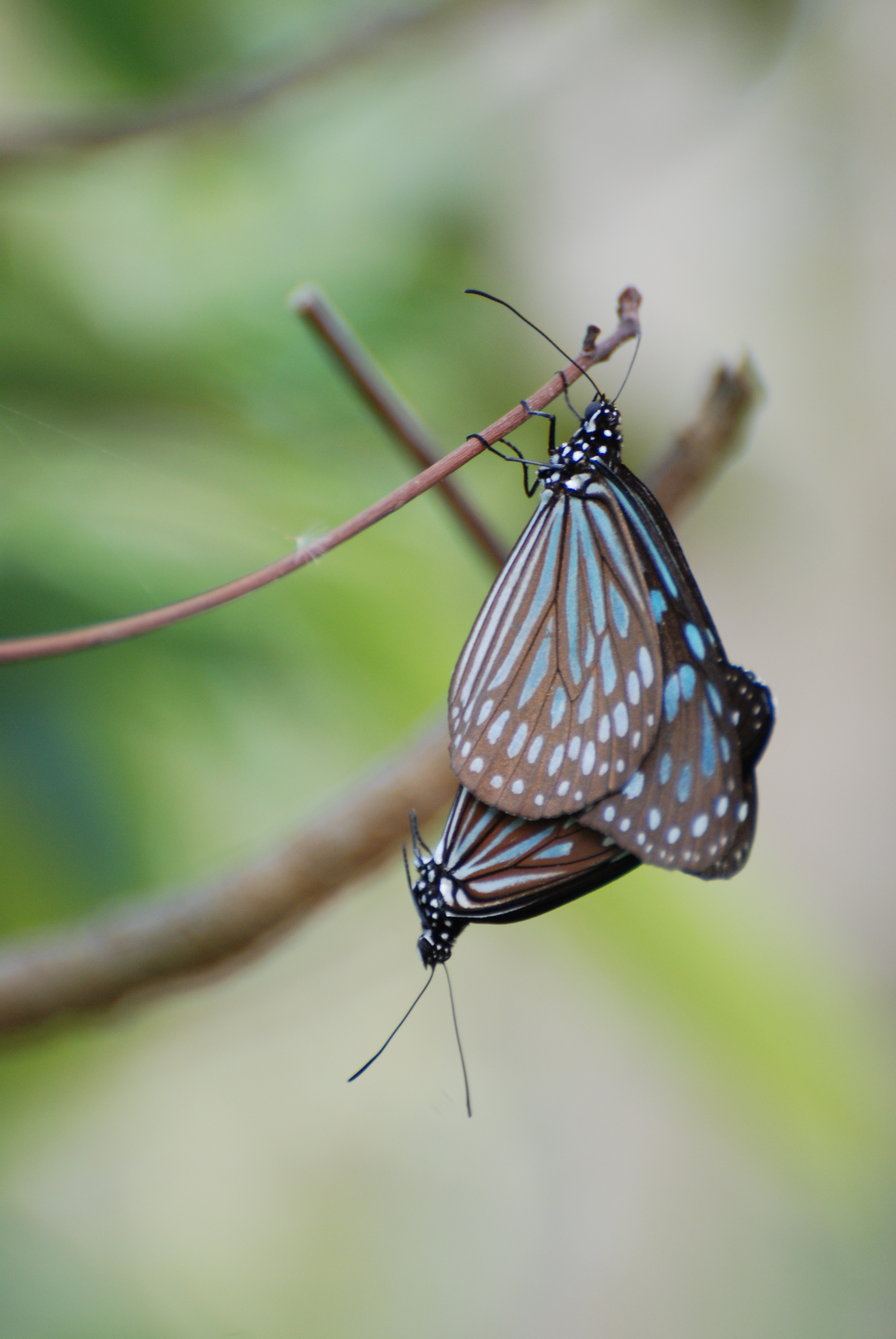
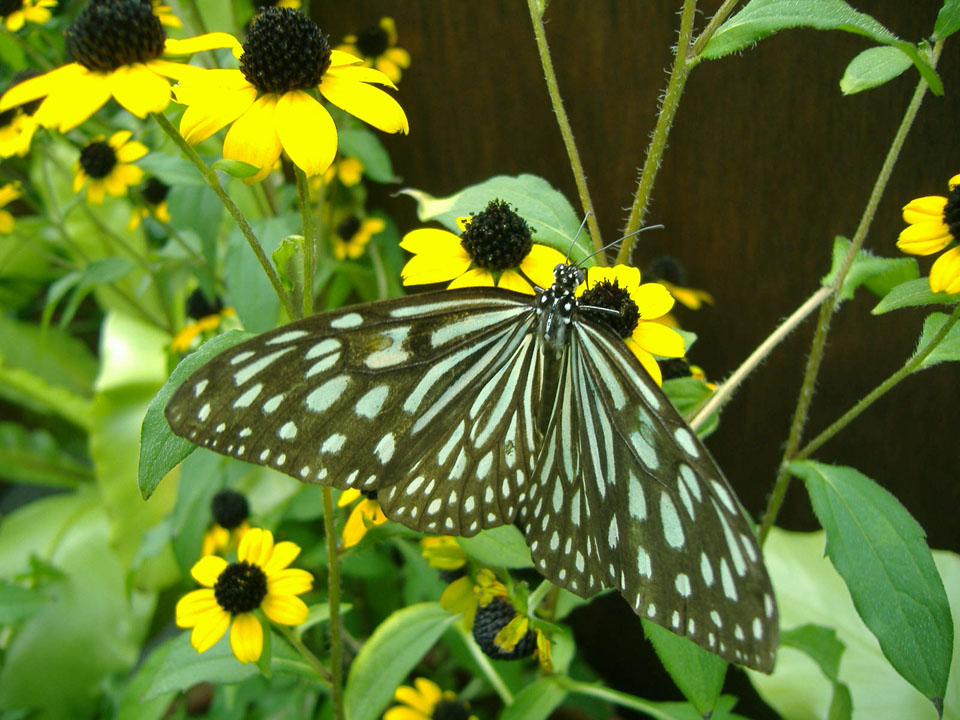